# 峯田和伸
峯田 和伸（みねた かずのぶ、1977年12月10日 - ）は、日本のシンガーソングライター、俳優。別名、ミネタ カズノブ。
山形県東村山郡山辺町出身。東京情報大学経営情報学部卒業。1996年に青春パンクバンド、GOING STEADYを結成し音楽活動を開始。現在は銀杏BOYZのメンバーとして活動を継続している。血液型はA型。

## 来歴

### 生い立ち
実家は山辺町の電器屋「峯田電器」の長男。妹と弟がいる。峯田電器は祖父が始めた店で所謂パナソニックショップである。父・季志は2代目社長で、高校時代はバンドを組んでおり、祖父もギターを弾き古賀政男や明るいナショナルを歌う人物であった。2009年、峯田電器は「年商5億円に上る」と報じられている。一時期CDレンタルも行っていた。現在は弟の和宜が継いでいる。小さなころから近所でも学校でも「3代目」と呼ばれて育つ。
山辺町立山辺小学校、山辺町立山辺中学校卒業。
1996年3月、山形市立商業高等学校卒業（軟式野球部所属、生徒会会計監査）
1996年4月、東京情報大学経営情報学部に入学。東京に行きたくて受験したが、実際は千葉の大学だった。2000年3月に卒業し、学士（経営情報学）の学位を取得。作曲家の井筒昭雄とは同期。映画監督の金森正晃は3年後輩。
2018年、山辺町『ふるさと観光大使』に任命さされる。

### 音楽活動

#### GOING STEADY
1996年4月、大学入学と同時にアサイ・タケオと出会いフォーク・デュオを結成。
1997年夏、アサイとのフォーク・デュオにアビコシンヤが加入しGOING STEADYとなる。後に高校時代の同級生、ムライマモルがドラムで加入。
1999年6月に青春パンクバンドGOING STEADYのボーカル・ギター担当のミネタカズノブとしてCDデビュー（1stシングル「YOU＆I」）。1ヵ月間で10,000枚を超すヒットとなった。
2002年冬、自主レーベル「初恋妄℃学園」立ち上げ。人気絶頂時でありながら2003年にバンドは解散。

#### 銀杏BOYZ
2003年、峯田単独（銀杏BOYZ名義）でエレファントカシマシのトリビュートアルバム『花男』に参加する。
その後、銀杏BOYZはバンド体制になり、峯田はボーカル・ギターを担当している。
2005年1月15日、『君と僕の第三次世界大戦的恋愛革命』と『DOOR』のアルバム2枚を同時リリース。
2005年、『世界ツアー』と題して全国ツアーを開催。開催地の共演アーティストを一般公募した。
2005年、ROCK IN JAPAN FESTIVAL 2005でライブ演奏中に全裸になり、書類送検される。
2007年4月11日に銀杏BOYZドキュメンタリーDVD『僕たちは世界を変えることができない。』を発売する。
2007年7月28日夜、台湾台北市でコンサートに出演した際、舞台の上で下着を脱いで下半身を見せ、警察当局の取り調べを受けた。29日付の台湾紙の聯合報によると、実演中にパンツを膝まで下ろし、ステージで観客に近づいて歌ったという。主催者側は「しゃがんだときに偶然パンツがずり落ちた」とかばったが、警察当局は刑法の風紀妨害罪に触れるとした。峯田が下着を脱いだ際、観客の一部が興奮して舞台に殺到する騒ぎになったという（ライブ終了後も会場は銀杏BOYZへのコールとともに、かなりの盛り上がりをみせていたとのこと）。その後、公然わいせつ容疑で書類送検され、9000台湾ドル（約3万3000円）の罰金を払い29日、日本に戻った（通報したのは現地の新聞記者）。
2007年8月25日、香川県で行われた野外フェスのMONSTER baSHに出演する。
2008年12月24日、オナニーマシーンのイノマーとの共同企画「童貞たちのクリスマスイブ2008」に銀杏BOYZとして出演した。
2011年、スメルズ・ライク・ア・ヴァージン　ツアーを敢行。ツアーファイナルの盛岡公演のライブの模様が『愛地獄』というDVDに収録されている。結果的に、これが初期銀杏BOYZメンバーのラストライブとなる。
2019年5月25日、11年ぶりに開催された「童貞たちのクリスマス・イブ2019年春」に銀杏BOYZとして出演する。

#### その他
- 2002年と2005年にイノマーとの共著で『真夜中のふたりごと』『ふたりごと』の2冊を発売。DVD『ふたりごと』も発売しており、音楽だけでなく幅広く活動している。
- 2006年、峯田とギターのチン中村、そして自身のブログで募集した一般人女性4名と敏感少年隊としてもデビュー。また、自身のブログに手を加えた単行本『恋と退屈』を発売。

鈴木もぐら、又吉直樹、みうらじゅん、リリー・フランキー、くりぃむしちゅー、菅田将暉、セントチヒロ・チッチ、大森靖子など、幅広い表現者のファンがいる。

### 俳優活動
2003年、ソロ活動中に映画『アイデン&ティティ』に主人公の中島役で主演を務める。田口トモロヲ監督とは現在も交流が深い。ヒロイン役の麻生久美子とは銀杏BOYZの『骨』のPVでも共演している。
2007年、大槻ケンヂ原作の映画版『グミ・チョコレート・パイン』にAV男優役で出演。
2016年、NHK BSプレミアムのプレミアムドラマ『奇跡の人』で連続ドラマ初主演。
2017年4月からはNHK連続テレビ小説『ひよっこ』に出演。
2018年7月からは日本テレビ系水曜ドラマ『高嶺の花』で民放連続ドラマに初レギュラー出演ながら、主演（ヒロイン役）の石原さとみの相手役を務めた。

## 著書
- 「イノマー＆ミネタの「真夜中のふたりごと」」宝島社、2002年12月 - イノマーと共著。
- 「ふたりごと」リットーミュージック、2005年12月 - イノマーと共著。
- 「恋と退屈」河出書房新社、2006年9月
  - 「恋と退屈」河出文庫、2010年1月
- 「いちごの唄」朝日新聞出版、2018年5月 - 岡田惠和との共著。銀杏BOYZの詞曲をもとに岡田惠和が書き下ろした小説に峯田のイラストが収録されている。

## 作品

### 楽曲提供
- 関ジャニ∞「言ったじゃないか」（2014年10月15日） - 作曲
- 大森靖子feat.峯田和伸   「Re: Re: Love」 （2019年6月12日） - 作曲

## 出演

### 映画
- アイデン&ティティ （2003年）
- グミ・チョコレート・パイン （2007年）
- 少年メリケンサック （2009年）
- 色即ぜねれいしょん （2009年）
- USB （2009年）
- ボーイズ・オン・ザ・ラン （2010年）
- ピース オブ ケイク（2015年） - 千葉 役
- 素敵なダイナマイトスキャンダル（2018年） - 近松さん 役
- 猫は抱くもの（2018年） - ゴッホ 役
- いちごの唄（2019年） - らーめん屋のおじさん 役
- 越年 Lovers（2020年） - 寛一 役[6]
- BAUS 映画から船出した映画館（2025年） - ハジメ 役[7]

### テレビドラマ
- 植物男子ベランダー SEASON2 第3・11・12話（2015年5月7日・9月10日・9月24日、NHK BSプレミアム） - 後輩・桐山 役
  - 植物男子ベランダー 俺のウィンタースペシャル 第4夜（2015年12月30日）
  - 植物男子ベランダー SEASON3 第1・4話（2016年4月7日・5月12日） - 桐山隆司 役
- 恋仲 最終話（2015年9月14日、フジテレビ）[8]
- 奇跡の人[9]（2016年4月 - 6月、NHK BSプレミアム） - 主演・亀持一択 役 [5]
- 連続テレビ小説（NHK総合）
  - ひよっこ（2017年4月 - 9月） - 小祝宗男 役
- 世にも奇妙な物語'17秋の特別編「寺島」（2017年10月14日） - 山崎 役[10]
- 宮本から君へ 第11話（2018年6月23日、テレビ東京） - タクシードライバー 役 ※カメオ出演[11]
- 高嶺の花（2018年7月 - 9月、日本テレビ） - 風間直人 役
- 大河ドラマ（NHK総合）
  - いだてん〜東京オリムピック噺〜（2019年） - 清さん 役[12]

### テレビアニメ
- Sonny Boy 第12話（2021年10月1日、TOKYO MX） - うた 役 ※カメオ出演

### 吹き替え
- ぼくの名前はズッキーニ（2018年） - 主演・ズッキーニ役[13]

### 舞台
- 雨の傍聴席、おんなは裸足…（2025年）[14]

### MV
- オナニーマシーン 「ソーシキ」（2003年）-葬式の参列者の一人
- 安藤裕子「骨」（2016年） - 金田一耕助 役[15]

### CM
- LIFULL 「LIFULL 人生篇」（2017年9月18日[16]） - 「ああ人生に涙あり」歌唱

### 註釈
1. ↑  当大学の経営情報学部は、2001年に総合情報学部に改組された。